# Mistrzostwa Świata w Lekkoatletyce 2009 – sztafeta 4 × 100 m kobiet
Sztafeta 4 × 100 metrów kobiet – jedna z konkurencji rozegranych podczas 12. Mistrzostw Świata w Lekkoatletyce na stadionie olimpijskim w Berlinie.
Wyznaczone przez IAAF minimum kwalifikacyjne do udziału w biegu wynosiło 43,90. Trzy biegi eliminacyjne rozegrano 22 sierpnia 2009 o godzinie 18:00 czasu berlińskiego. Finał - z udziałem ośmiu najlepszych reprezentacji - miał miejsce tego samego dnia o godzinie 20:00.

## Rezultaty
| WR - rekord świata \| CR - rekord mistrzostw \| NR - rekord kraju \| AR - rekord kontynentu  |
| Q - awans z pozycji \| q - awans z czasem \| SB - rekord sezonu \| DNF - nieukończenie biegu |

### Eliminacje
Z biegów eliminacyjnych do finału z każdego z trzech biegów awansowały dwie pierwsze sztafety. Ośmiozespołowy finał uzupełniły dwie sztafety z najlepszymi czasami wśród przegranych.
| Poz. | Bieg | Reprezentacja       | Zawodniczki                                                                     | Rezultat | Uwagi |
| ---- | ---- | ------------------- | ------------------------------------------------------------------------------- | -------- | ----- |
| 1    | 1    | Jamajka             | Simone Facey, Shelly-Ann Fraser, Aleen Bailey, Kerron Stewart                   | 41,88    | Q, SB |
| 2    | 1    | Bahamy              | Sheniqua Ferguson, Chandra Sturrup, Christine Amertil, Debbie Ferguson-McKenzie | 42,66    | Q, SB |
| 3    | 2    | Niemcy              | Marion Wagner, Anne Möllinger, Cathleen Tschirch, Verena Sailer                 | 42,96    | Q, SB |
| 4    | 3    | Brazylia            | Rosemar Maria Neto, Lucimar Aparecida de Moura, Thaissa Presti, Vanda Gomes     | 43,07    | Q, SB |
| 5    | 3    | Rosja               | Jewgienija Polakowa, Aleksandra Fiedoriwa, Julija Guszczina, Natalja Rusakowa   | 43,18    | Q, SB |
| 6    | 1    | Trynidad i Tobago   | Reyare Thomas, Kelly-Ann Baptiste, Ayanna Hutchinson, Semoy Hackett             | 43,22    | q, NR |
| 7    | 2    | Kolumbia            | Yomara Hinestroza, Felipa Palacios, Darlenis Obregón, Norma González            | 43,30    | Q, SB |
| 8    | 2    | Wielka Brytania     | Laura Turner, Montell Douglas, Emily Freeman, Emma Ania                         | 43,34    | q     |
| 9    | 3    | Polska              | Iwona Ziółkowska, Marta Jeschke, Dorota Jędrusińska, Iwona Brzezińska           | 43,63    |       |
| 10   | 1    | Ukraina             | Ołena Czebanu, Natalija Pohrebniak, Marija Riemień, Chrystyna Stuj              | 43,77    |       |
| 11   | 1    | Saint Kitts i Nevis | Tanika Liburd, Meritzer Williams, Tameka Williams, Virgil Hodge                 | 43,98    |       |
| 12   | 1    | Belgia              | Olivia Borlée, Hanna Mariën, Élodie Ouédraogo, Anne Zagré                       | 43,99    | SB    |
| 13   | 2    | Białoruś            | Anna Bagdanowicz, Aksana Drahun, Alena Kiewicz, Julia Nieściarenka              | 44,12    | SB    |
| 14   | 3    | Japonia             | Chisato Fukushima, Momoko Takahashi, Mayumi Watanabe, Maki Wada                 | 44,24    |       |
| 15   | 2    | Tajlandia           | Sangwan Jaksunin, Orranut Klomdee, Jutamass Tawoncharoen, Jintara Seangdee      | 44,59    |       |
| 16   | 2    | Nigeria             | Olutoyin Augustus, Halimat Ismaila, Seun Adigun, Oludamola Osayomi              | 46,54    |       |
| 99 ! | 3    | Stany Zjednoczone   | Lauryn Williams, Alexandria Anderson, Muna Lee, Carmelita Jeter                 | 99,99 !  | DNF   |

### Finał
| Poz. | Reprezentacja     | Zawodniczki                                                                       | Rezultat | Uwagi |
| ---- | ----------------- | --------------------------------------------------------------------------------- | -------- | ----- |
| 1    | Jamajka           | Simone Facey, Shelly-Ann Fraser, Aleen Bailey, Kerron Stewart                     | 42,06    |       |
| 2    | Bahamy            | Sheniqua Ferguson, Chandra Sturrup, Christine Amertil, Debbie Ferguson-McKenzie   | 42,29    | SB    |
| 3    | Niemcy            | Marion Wagner, Anne Möllinger, Cathleen Tschirch, Verena Sailer                   | 42,87    | SB    |
| 4    | Rosja             | Jewgienija Polakowa, Aleksandra Fiedoriwa, Julija Guszczina, Julija Czermoszanska | 43,00    | SB    |
| 5    | Brazylia          | Rosemar Maria Neto, Lucimar Aparecida de Moura, Thaissa Presti, Vanda Gomes       | 43,13    |       |
| 6    | Wielka Brytania   | Laura Turner, Montell Douglas, Emily Freeman, Emma Ania                           | 43,16    | SB    |
| 7    | Trynidad i Tobago | Reyare Thomas, Kelly-Ann Baptiste, Ayanna Hutchinson, Semoy Hackett               | 43,43    |       |
| 8    | Kolumbia          | Yomara Hinestroza, Felipa Palacios, Darlenis Obregón, Norma González              | 43,71    |       |